# Tapodi Zsuzsa
Tapodi Zsuzsa (Szatmárnémeti, 1961. május 5. –) erdélyi magyar irodalomtörténész, B. Kovács András (1949) felesége.

## Életútja
A középiskolát Nagykárolyban végezte (1980). A kolozsvári BBTE Bölcsészettudományi Karán, magyar–spanyol szakon szerzett oklevelet. 1984–94 között a sepsiszentgyörgyi 1. sz. Általános Iskola, valamint a Művészeti Líceum magyar nyelv- és irodalom szakos tanára, 1993–2002 között adjunktus a Bukaresti Tudományegyetem Hungarológiai Tanszékén, 2003 - 2018 docens a Sapientia EMTE Humán Tudományok Tanszékén, Csíkszeredában, 2018-tól professzor ugyanitt. Doktori disszertációját Gaál Gábor pályájának utolsó szakaszáról 2000-ben a BBTE-n védte meg. 1985–94 között a kommandói Nyári Anyanyelvi Táborok szervezője és előadója volt. Alapító tagja az Anyanyelvápolók Erdélyi Szövetségének, konferenciák, versenyek, táborok szervezésében vesz részt. 1997-től tagja az Erdélyi Múzeum-Egyesületnek, 2000-től az MTA köztestületének és a Nemzetközi Magyarságtudományi Társaságnak. 2005-től alapító tagja a Romániai Hungarológiai Társaságnak, 2011-től tagja a Román Összehasonlító Irodalmi Társaságnak, 2019-től a Nemzetközi Összehasonlító Irodalmi Társaságnak (AILC).

## Munkássága
Első írását az Utunk közölte 1979-ben. Külső munkatársként a sepsiszentgyörgyi Európai Idő Tik-Tak c. gyermeklapjának Mitológia című rovatát vezette (1990–91); anyanyelvápoló jegyzeteit a bukaresti rádió magyar adása sugározta (1993–96); tudománynépszerűsítő, nyelvhelyességi cikkei, közleményei, könyvismertetései a Romániai Magyar Szó, Háromszék, Nagykároly és Vidéke hasábjain jelentek meg.
Irodalomtörténeti tanulmányaiban a romániai rendszerváltás előtti időszak irodalmi kánonjainak, kultusz és irodalom viszonyának kritikai vizsgálatát tűzte ki célul; irodalomoktatóként, több tankönyvével és szöveggyűjteményével az irodalmi mű szövegközpontú megközelítését kívánta elősegíteni. Kutatási területei: összehasonlító irodalom, imagológia.

## Tanulmányai (válogatás)
- Gumipitypang és irodalomkritika (Hungarológia, 1997/11);
- Kánonok színeváltozása (Helikon, 1998/21); Dicsőséges kudarcaink – továbbélő paradoxonaink (Tóth Sándor Gaál Gábor-könyvének kritikája. Erdélyi Múzeum, 1998/1–2);
- A sors mint jelkép. A Gaál Gábor-utóélet kultikus vonulata (Helikon, 1999/19);
- Gondolatok közelmúltunkról leveleket lapozgatva (Helikon, 2001/6);
- Gaál Gábor (in: Erdélyi panteon. Művelődéstörténeti vázlatok. Marosvásárhely, 2001);
- Libertate în întuneric. Despre Kertész Imre, laureatul Premiului Nobel 2002. (Observator cultural, 139/2002);
- Budapest – Európa, via Auschwitz (Székelyföld, 2002/11);
- Dilettánsok dühöngése? (Az ÁIMK kiadói politikájáról). (Korunk, 2003/8); *Tükrök a tükörben. Az intertextualitásról Nabokov Lolitája kapcsán (Székelyföld, 2004/7);
- Egy huszadik századi szerkesztő-kritikus utóéletének alakulása a kultusz, autorizáció és kisajátítás koordinátái között (in: Hatalom és kultúra. Budapest, 2004);
- Egy bodhiszattva kultusza és a transzszilvanista eszmerendszer továbbélése a hetvenes évek erdélyi magyar irodalmában. Magyari Lajos: Csoma Sándor naplója (in: Kultusz, Mű, Identitás. Kultusztörténeti tanulmányok. Budapest, 2005);
- Metamorfozele istoriei profetului Iona în operele Jónás könyve de Babits Mihály şi Iona de Marin Sorescu (in: Modele şi metamorfoze inter- şi intraculturale. Bukarest, 2006);
- Jelentés a „szív-atmoszféra” változásairól. Lám Béla levelezése Áprily Lajossal, Mannsberg Arvéddal, Olosz Lajossal és Reményik Sándorral (Korunk,  2006/9);
- Az identitás kígyók és hollók labirintusában. Szilágyi István: Hollóidő; Rakovszky Zsuzsa: A kígyó árnyéka (Székelyföld, 2007/7);
- Az Ady-kultusz hatása az induló erdélyi magyar irodalom identitástudatára (in: Közösség, kultúra, identitás. Kolozsvár, 2008);
- Új manierizmus? Rejtély és kulturális emlékezet négy posztmodern regényben (in: Idő(m)értékek, kontextusok. Bukarest, 2008);
- Cultură generală? Context comun european? (in: O evaluare a politicilor de producere a bilingvismului. Kolozsvár, 2008);
- New Mannerism? Mystery and Cultural Memory in Four Postmodern Novels (in: Acta Universitatis Sapientiae, seria Philologica 1/1, 2009, Sapientia Hungarian University of Transilvania);
- Az érzelmes utazó és a tudós hazafi Kazinczy Erdélyi leveleiben (in: Létünk, Novi Sad 2009/IV);
- Kis- és nagyrégiók, centrum és periféria a 21. század elején (in: Erdélyi  Múzeum, Kolozsvár, 2011/2);
- Imagológia – egy ősi gyakorlat megújuló megközelítésben (in: Létünk, Novi Sad 2011/12);
- Milyen esélye van az irodalomnak és az irodalomtanításnak a XXI. században? (Kultúratudományi kontextusok és imagológia – Intermedialitás és adaptáció) (in: Létünk, Novi Sad 2012/12);
- Kulturális identitás és alteritás az időben (Identitate culturală și alteritate) (in: Létünk, Novi Sad, 2013/3);
- Tudományos műhelyek a Székelyföldön (in: Létünk CD melléklete, Novi Sad, 2013/4);
- Mozgó tükrök. Egy kortárs székely író regényei (in: Tanulmányok=Studije=Studies (A Novi Sad-i egyetem folyóirata), 2013);
- Geocultural Aspects in Contemporary Novels (in: Romanian Journal of Literary Studies.  nr.4/ 2014. Tg. Mureș);
- Translation and Transtextuality (in: Acta Universitatis Sapientiae, seria Philologica 6/1, 2014, Sapientia Hungarian University of Transilvania);
- Utazás Bécsbe. A saját és a másik idegensége (in: Hungarológiai Közlemények,  Novi Sad, 2015/2);
- Quo Vadis, Homo Viator? Journeys in Joze Hradil’s Faceless Pictures (in: Acta Universitatis Sapientiae, Philologica, 7/1, 2015);
- „Egy, kit a szó nevén szólít” Három jegyzet a 110-hez (Böndör Pál regényéről) (Studiu despre romanul lui Böndör Pál ). In Nemzet- sors- identitás (Națiune/soartă/identitate). Ed.  Papp Ágnes Klára- Sebők Melinda- Zsávolya Zoltán, Károlyi Gáspár Református Egyetem, L’Harmattan Kiadó, Budapest, 2015
- Recenzió Bence Erika könyvéről: Virtual History of Literature (in: Philobiblon- Transylvanian Journal of Multidisciplinary Research in the Humanities, 21/1, 2016);
- Itt és máshol- térben, lélekben, létben (Tompa Andrea: Fejtől s lábtól) (in: Topos. Journal of Space and Humanities 2016/5, Egyetemi Kiadó, Pannon Egyetem, Veszprém);
- Recenzió Dani Erzsébet: Identitásgyarmatosítás Erdélyben cimű könyvéhez(in: Híd, 2016/ 10-11, Novi Sad);
- Liminality and Border Crossing in Ádám Bodor’s Novels (in: Acta Universitatis Sapientiae, Philologica, 9/1, 2017);
- Recenzió Lakatos István könyvéről: Siculia (in: Acta Universitatis Sapientiae, Philologica,  11, 2017);
- Két posztszovjet írónő a „nagy utópia” kiépítéséről és összeomlásáról (in: Hungarológiai Közlemények, 2017/1, Novi Sad);
- Between Human and Animal in. Acta Universitatis Sapientiae, Philologica,  11/ 1 (2019) 65-82
- A történelmi regény változatairól. Bence Erika: Miért sír Szulimán? Elemzések, bírálatok a magyar irodalom köréből in. Korunk, Kolozsvár 2019/2;
- Tisztelgés Fényi István születésének centenáriumán. Sugárút. Szatmári Műhely, Szatmárnémeti, 2019/1
- Tisztelet az alapozónak. Berki Tímea: A román irodalom magyar bibliográfiája 1970-1980 in. Helikon, Kolozsvár, 2019/18
- Határ. Sugárút. Szatmári Műhely, Satu Mare, 2019/1

## Kötetei (válogatás)
- Eszmélet; Rongyszőnyeg. Irodalmi szöveggyűjtemények középiskolások számára (Sepsiszentgyörgy 1998);
- Irodalmi kánonok; Editura Universitatii din Bucuresti, Bucureşti, 2000
- Irodalom a politika szolgálatában. Gaál Gábor munkássága pályája utolsó szakaszában, 1946-1954; NHK, Bp., 2001 (Officina Hungarica)
- Közösség, kultúra, identitás. Válogatás a Kultusz, kultúra, identitás (Csíkszereda, 2003. szeptember 26-28.), Közösség és idegenek (Csíkszereda, 2005. szeptember 14-16.) című konferenciák előadásaiból; szerk. Pap Levente, Tapodi Zsuzsa; Scientia, Kolozsvár, 2008 (Műhely)
- A soha el nem vesző könyv nyomában. Irodalmi tanulmányok; Pallas-Akadémia, Csíkszereda, 2008
- A hagyomány burkai. Tanulmányok Balázs Lajos 70. születésnapjára; szerk. Lajos Katalin, Tapodi Zsuzsanna Mónika; Kriza János Néprajzi Társaság, Kolozsvár. 2009 (Kriza könyvek)
- Kapcsolatok, képek. Imagológiai tanulmányok; szerk. Pap Levente, Tapodi Zsuzsa; Státus, Csíkszereda, 2011
- Tükörben. Imagológiai tanulmányok; szerk. Tapodi Zsuzsa, Pap Levente; Scientia, Kolozsvár, 2011 (Műhely)
- A tér értelmezései, az értelmezés terei; szerk. Pieldner Judit, Tapodi Zsuzsa; Erdélyi Múzeum-Egyesület–Státus, Kolozsvár–Csíkszereda, 2012
- Györgybiró István: Pokoljárás a Don-kanyarnál és az erdős Kárpátoknál; szerk. Tapodi Zsuzsa; T3, Sepsiszentgyörgy, 2013
- Szövegek szövete. Irodalomtörténeti tanulmányok; RHT–Erdélyi Múzeum Egyesület, Bukarest–Sepsiszentgyörgy–Kolozsvár, 2014
- Itinerare textuale. Studii și eseuri de istoria culturii și de literatură comparată, Editura Vasiliana...98, Iași, 2017
- Szövegekben csemegézve. Az olvasástól a megértésig.Tanulmányok, esszék. Ed. Státus, Csíkszereda, 2017
- Köztes terek. szerk. Lajos Katalin, Tapodi Zsuzsa,  Scientia, EME, Kolozsvár, 2019

## Díjak
- Kiváló oktató - 2009, Sapientia EMTE, Csíkszereda, Gazdaság- és Humántudományok Kar
- Kiváló oktató - 2013, Sapientia EMTE
- A Román Összehasonlító Irodalmi Társaság Archiválva 2018. december 31-i dátummal a Wayback Machine-ben díja, 2018